# Zeit (pesem, Rammstein)
»Zeit« (slovensko: »Čas«) je pesem nemške Neue Deutsche Härte skupine Rammstein. Je naslovna skladba skupininega istoimenskega osmega studijskega albuma, ki je izšla kot prvi singel albuma. Stran B singla vsebuje dve alternativni različici pesmi – neoklasično priredbo Ólafurja Arnaldsa in remiks Robota Kocha.

## Glasba in besedilo
Vstop v pesem je nežen, v ospredju so klavir, eterični glasovi in glas pevca Tilla Lindemanna. Nato sledita »mehki basovski boben in popačena kitara v ozadju«, po dveh minutah in pol pa »bobni, kitare in bas«. Besedilo se ukvarja s temama minljivosti in smrti ter neizogibnega napredovanja časa. Urednik Spiegla Andreas Borcholte je pesem opisal kot »elegično meditacijo o minljivosti«.

## Kritični odziv

### Recenzenti
Tudi za »to vedno neprijetno skupino« čas ne miruje, je zapisal Andreas Borcholte in svoj članek v Spieglu sklenil z mislijo: »Rammstein verjetno še nikoli niso tako malo polarizirali kot danes.« V mesecu, ki ga zaznamujeta vojna v Ukrajini in »dileme o železno nepopustljivih odnosih«, je za Joachima Hentschela iz Süddeutsche Zeitung to »glasbeni prispevek ure«. Videoposnetek ima tudi »skupno hranilno vrednost vsaj treh Netflixovih serij, štirih filmov Floriana Henckla von Donnersmarcka in dveh zgodovinskih dram Ridleyja Scotta, ki so jih natresli kot začimbo«.

## Glasbeni video
Skupina je 8. marca 2022 na svoji spletni strani in na družabnih omrežjih objavila napovednik videa. Videospot za pesem o objavili 10. marca 2022 ob 17.00 po srednjeevropskem času. Režiral ga je igralec in glasbenik Robert Gwisdek.

## Seznam pesmi
Vse pesmi je napisal in uglasbil Rammstein.
| Št. | Naslov                            | Dolžina |
| --- | --------------------------------- | ------- |
| 1.  | „Zeit‟                            | 5:21    |
| 2.  | „Zeit‟ (remiks Ólafurja Arnaldsa) | 3:54    |
| 3.  | „Zeit‟ (remiks Robota Kocha)      | 4:43    |

## Glasbene lestvice
| Lestvica (2022)                          | Najvišje mesto |
| ---------------------------------------- | -------------- |
| Avstrija (Ö3 Austria Top 40)             | 6              |
| Češka (Singles Digitál Top 100)          | 86             |
| Finska (Suomen virallinen lista)         | 17             |
| Nemčija (Official German Charts)         | 1              |
| Global 200 (Billboard)                   | 180            |
| Madžarska (Single Top 40)                | 12             |
| Nizozemska (Single Top 100)              | 96             |
| Švedska (Sverigetopplistan)              | 80             |
| Švica (Schweizer Hitparade)              | 2              |
| UK Rock & Metal (OCC)                    | 29             |
| ZDA World Digital Song Sales (Billboard) | 4              |